# Сууто, Джейн
Джейн Сууто — угандийская легкоатлетка, бегунья на длинные дистанции.
Впервые выступила на международных соревнованиях в 2006 году, когда заняла 3-е место на дистанции 8 километров на чемпионате Восточной Африки по кроссу. В этом же году выиграла марафон в Кампале с результатом 2:49.20. На чемпионате мира по кроссу 2008 года заняла 26-е место. В 2009 году выступила на чемпионате мира, где финишировала на 57-м месте в марафоне. Выступала на Олимпийских играх 2012 года, на которых заняла 93-е место в марафоне.
19 мая 2013 года заняла 2-е место на Рижском марафоне, показав время 2:46.33. 8 февраля 2014 года заняла 2-е место на чемпионате Уганды по полумарафону — 1:17.26.